# Remake (金鐘國專輯)
《Remake》（韓語：《노래》）是韓國男歌手金鐘國首張翻唱專輯，於2010年9月29日由101 Entertainment製作、Mnet Media發行，以《回到我的身邊》（《다시 내게로 돌아와》）作主打歌曲。

## 曲目
| 曲序     | 曲目                                |            | 作曲       | 编曲        | 原唱者     | 备注     | 时长  |
| -------- | ----------------------------------- | ---------- | ---------- | ----------- | ---------- | -------- | ----- |
| 1.       | 回憶愛情（）                        | 李永訓     | 李永訓（） | 羅源朱（나원주）  | 李文世（이문세） |          | 4:00  |
| 2.       | 悲傷大海（）                        | 申在珏（신재각） | 申在弘（） | 黃贊熙（황찬희）  | 曹正鉉（） | 第二主打 | 5:03  |
| 3.       | 小溪（）                            | 金廷湜（） | 張基燦（장기찬） | 金旼秀（김민수）  | 鄭美朝（정미조） |          | 2:44  |
| 4.       | 回到我的身邊（） （feat.Garie（개리）） | 河光焄     | 河光焄（） | A.T.        | 趙冠宇（） | 第一主打 | 3:58  |
| 5.       | 信（）                              | 許承敬（허승경） | 金光辰（） | 羅源朱      | 金光辰     |          | 4:19  |
| 6.       | 因為愛（）                          | 趙正烈     | 趙正烈（조정열） | 黃贊熙      | 李正錫（이정석） |          | 4:23  |
| 7.       | 你也哭著（）                        | 朴健浩（） | 崔忠赫（최종혁） | 金旼秀      | 金鐘贊（） |          | 4:02  |
| 8.       | 秋天的信（）                        | 高銀（）   | 金珉基（） | 金旼秀      | 楊姬銀（양희은） |          | 3:37  |
| 9.       | 變成塵埃（）                        | 宋文相（송문상） | 李垈憲（） | 金旼秀      | 李潤秀（） |          | 3:24  |
| 10.      | 星期六美好的晚上（）                | 朴健浩     | 李鎬俊（） | A.T. 金旼秀 | 金鐘贊     |          | 3:16  |
| 总时长： | 总时长：                            | 总时长：   | 总时长：   | 总时长：    | 总时长：   | 总时长： | 38:46 |

## 唱片版本
- 發行版